# Рон Фрімен
Рональд Джон Фрімен III (англ. Ronald John Freeman III; нар. 12 червня 1947, Елізабет, Нью-Джерсі, США) — американський легкоатлет, який спеціалізувався в бігу на короткі дистанції.

## Із життєпису
Олімпійський чемпіон в естафеті 4×400 метрів (1968).
Бронзовий олімпійський призер у бігу на 400 метрів (1968)
Ексрекордсмен світу в естафеті 4×400 метрів.

## Основні міжнародні виступи
| Рік  | Змагання         | Місто   | Місце | Дисципліна |
| ---- | ---------------- | ------- | ----- | ---------- |
| 1968 | Олімпійські ігри | Мехіко  | 3     | 400 м      |
| 1968 | 1                | 4×400 м |       |            |

## Визнання
- Нагорода Фонда глобального розвитку спорту[en] (2017)[1]